# Fair use
Fair use is de mogelijkheid in de auteursrechtenwetgeving van de Verenigde Staten van Amerika om werken waarop beperkt auteursrecht geclaimd wordt toch onder bepaalde voorwaarden te mogen gebruiken. Fair use is te vergelijken met het Nederlandse begrip citaatrecht, maar het citaatrecht is veel beperkter. In veel andere landen met een common law rechtssysteem, net als het rechtssysteem van de Verenigde Staten, bestaat er een soortgelijk beperking op het auteursrecht. Deze beperking wordt in deze rechtssystemen fair dealing genoemd.

## Wetsartikel
De fair use-bepaling staat in de US Copyright Act 1976 (USC), titel 17, sectie 107. Deze bepaalt dat: 
the fair use of a copyrighted work (...) for purposes such as criticism, comment, news reporting, teaching (including multiple copies for classroom use), scholarship, or research, is not an infringement of copyright
Bij kritieken, het verslag doen van een werk of in het onderwijs en wetenschappelijk onderzoek mag men volgens fair use gebruikmaken van auteursrechtelijk beschermd werk. Vooraf is geen toestemming van de auteur vereist. 

## Voorwaarden
De wet vereist dat de rechtmatigheid van het gebruik wordt getoetst aan de volgende vier criteria: 
1. Het doel en karakter van het gebruik, inclusief de vraag of het gebruik commercieel is of educatief en non-profit
2. De aard van het beschermde werk
3. De omvang en het belang van het overgenomen deel in verhouding tot het beschermde werk als geheel
4. Het effect van het gebruik op de (potentiële) markt voor of waarde van het beschermde werk

Voordat fair use geclaimd kan worden, zal het gebruik eerst getoetst  moeten worden aan deze voorwaarden. Bij interpretatie moet ook gekeken worden naar de uitleg in de jurisprudentie. In de VS wordt veel geprocedeerd, dus zijn de criteria inmiddels uitgewerkt in een uitgebreide hoeveelheid rechtspraak. De eerste uitspraak waarin het fair use-beginsel werd erkend stamt uit 1841. 
Bij het tweede criterium, de aard van het werk, is de mate van originaliteit van het oorspronkelijke werk van belang. Het maakt uit of het om een roman gaat of om een reisgids. Het maakt ook uit of het om een ongepubliceerd manuscript gaat of om een oude alom bekende publicatie.

## Fair useen citaatrecht
Het Nederlandse citaatrecht (art. 15a Auteurswet) is veel beperkter dan fair use. Het Nederlandse citaatrecht heeft een 'gesloten systeem'. Dat wil zeggen dat citeren uitsluitend is toegestaan in de in de wet genoemde gevallen. Het fair-use principe is een 'open systeem'. Dat wil zeggen dat als aan de in de wet genoemde criteria voldaan is, fair use is toegestaan. De precieze grenzen worden door de rechtspraak bepaald. 
Een ander verschil is dat de Nederlandse wet spreekt over 'citeren', terwijl de Amerikaanse wet spreekt over use (gebruiken), wat allerlei soorten van verwerking (zelfs tot een nieuw werk) kan inhouden.

## Internet
De term fair use wordt ook wel gebruikt door internetproviders wanneer ze eigenlijk fair access policy bedoelen. Bij internetabonnementen kan er een downloadlimiet van toepassing zijn: gebruikers mogen dan niet meer dan een vastgestelde hoeveelheid data per maand downloaden. Er zijn ook internetproviders die geen exacte grens stellen. Zij hanteren een dergelijk beleid. Zolang een gebruiker de verbinding normaal gebruikt, wordt er niet ingegrepen. Met auteursrecht heeft deze vorm van fair use niets te maken, men kan in dit geval de term letterlijk vertalen als 'redelijk gebruik'.